# Уаргла (област)
Уаргла (на арабски: ولاية ورقلة) е област на Алжир. Населението ѝ е 558 558 жители (по данни от април 2008 г.), а площта 211 980 кв. км. Намира се в часова зона UTC+01. Телефонният ѝ код е +213 (0) 29. Административен център е град Уаргла. Областта граничи с областите Илизи и Тамангасет на юг.